# ONE Friday Fights 5
ONE Friday Fights 5: Kongklai vs. Superball (también conocido como ONE Lumpinee 5) fue un evento de deporte de combate producido por ONE Championship llevado a cabo el 17 de febrero de 2023, en el Lumpinee Boxing Stadium en Bangkok, Tailandia.

## Historia
Una pelea de muay thai de peso pactado en 138 libras entre Kongklai AnnyMuayThai y Superball Tded99 encabezó el evento.

## Bonificaciones
Los siguientes peleadores recibieron bonos de ฿350.000.
- Actuación de la Noche: Superball Tded99, Kongklai AnnyMuayThai, Namphongnoi Sor Sommai, Teeyai P.K. Saenchai, Khunsuk Sor Dechapan y Furkan Karabag